# ولیب متروپوله
ولیب یک سیستم اشتراک گذاری دوچرخه عمومی در مقیاس بزرگ در پاریس، فرانسه است. این سیستم که در ۱۵ ژوئیه ۲۰۰۷ راه اندازی شد، حدود ۱۴۵۰۰ دوچرخه و ۱۴۰۰ ایستگاه دوچرخه را در بر می‌گرفت، در سراسر پاریس و در برخی از شهرداری‌های اطراف آن، با میانگین روزانه ۸۵٬۸۱۱ سوار در سال ۲۰۱۱ نام ولیب از دو واژه فرانسوی ولو (دوچرخه) و لیبره (آزادی) است.
ولیب در ابتدا به عنوان یک امتیاز توسط شرکت تبلیغاتی فرانسوی ژی‌سی‌دیکو اداره می‌شد. تا تاریخ ۲۰۱۴ , ولیب دوازدهمین برنامه بزرگ اشتراک دوچرخه در جهان از نظر تعداد دوچرخه‌های در گردش بود. بقیه ۱۸ نفر برتر در شهرهای چین هستند. تا تاریخ ژوئیه ۲۰۱۳ ولیب با ۱ دوچرخه به ازای هر ۹۷ ساکن، بالاترین نفوذ بازار را داشت، پس از آن ولو'v در لیون با ۱ دوچرخه به ازای هر ۱۲۱ نفر، و هانگژو در چین با ۱ در ۱۴۵ نفر قرار از دسامبر ۲۰۱۱، ولیب با Autolib' تکمیل شد، یک طرح اشتراک خودروی الکتریکی که بر اساس اصول مشابه عمل می‌کند.
از سال ۲۰۱۸، ولیب به ولیب متروپول تغییر نام داد و اکنون توسط اسموونگو اداره می‌شود.

## تاریخ

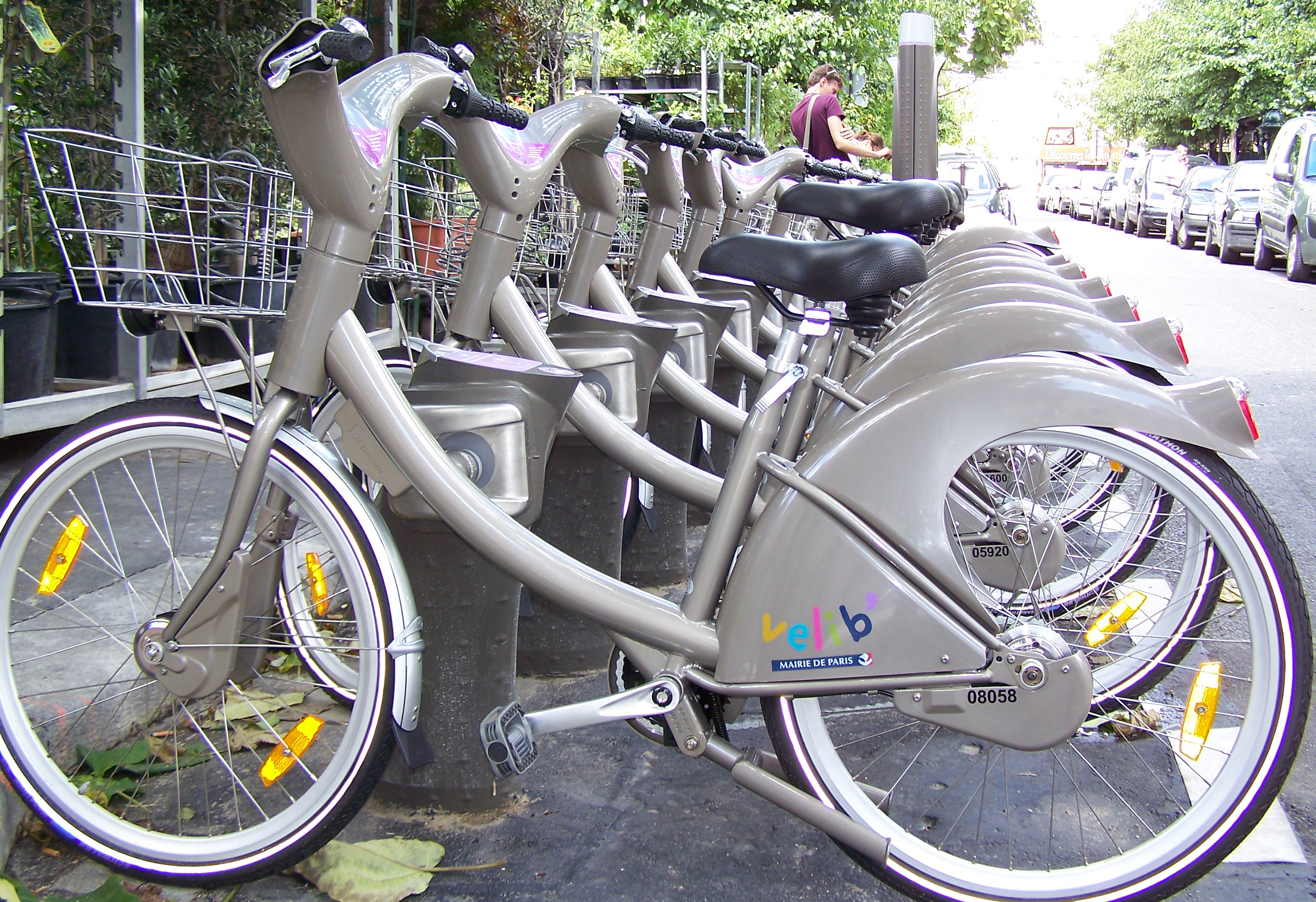
ایستگاه ولیب با دوچرخه‌های خاکستری متمایز.

این ابتکار توسط شهردار پاریس و عضو حزب سوسیالیست فرانسه برتراند دلانو پیشنهاد شد. این سیستم در ۱۵ ژوئیه ۲۰۰۷ پس از موفقیت لیون در سیستم بدون تماس ولو'v خود در می ۲۰۰۵ راه اندازی شد، طرح پیشگام در ژوئن ۱۹۹۸ LE ولو STAR در رن، اولین شبکه عمومی رایگان (۲۵ ایستگاه) با شناسایی الکترونیکی دوچرخه‌ها اما از کارت‌های مغناطیسی یا قبل از آن از سیستم اشتراک دوچرخه ساده لا روشل در سال ۱۹۷۴ استفاده می‌کردند. ولیب در ابتدا ۷۰۰۰ دوچرخه را به شهر معرفی کرد که در بین ۷۵۰ ایستگاه اجاره خودکار، با پانزده یا بیشتر جایگاه پارک دوچرخه، هر کدام توزیع شد. سال بعد، ابتکار عمل به حدود ۱۶۰۰۰ دوچرخه و ۱۲۰۰ ایستگاه کرایه، با تقریباً یک ایستگاه در هر ۳۰۰ متر (۹۸۰ فوت) افزایش یافت. در سراسر مرکز شهر. ولیب را به سومین سیستم گسترده در نوع خود در جهان در سال ۲۰۱۳ تبدیل کرد که از نظر تعداد ایستگاه‌ها فقط سیستم‌های هانگژو و ووهان در چین از آن پیشی گرفتند. در طول اولین سال فعالیت خود، ولیب ۲۰ میلیون سفر انجام داده‌است و در ششمین سالگرد آن، در مجموع ۱۷۳ میلیون سفر گزارش شد.
از ۱ ژانویه ۲۰۱۸، ولیب به ولیب متروپول تغییر نام داد. اکنون توسط Smovengo اداره می‌شود. این سرویس در پاریس و ۶۴ شهر اطراف آن فعال است. پس از بسیاری از مسائل فنی در راه اندازی مجدد، شهرداری پاریس اولتیماتومی را برای حل مشکلات خدمات تا سپتامبر ۲۰۱۸ تعیین کرد که به نظر می‌رسید کار کند زیرا سیستم در ژانویه ۲۰۱۹ به آرامی در حال بهبود است ولیب اکنون دوچرخه‌های برقی را نیز به رنگ فیروزه ای، متمایز از دوچرخه‌های معمولی خود در سبز ارائه می‌دهد.

## ساختار
دوچرخه‌های این سیستم توسط شرکت فرانسوی Mercier دوچرخه در مجارستان تولید می‌شوند و توسط ژی‌سی‌دیکو تعمیر می‌شوند. قیمت هر دوچرخه به‌طور متفاوتی ۵۰۰ دلار آمریکا، ۱۳۰۰ دلار (در صورت ارائه توسط ژی‌سی‌دیکو)، €۳۰۰
، ۳۴۶۰ دلار، یا ۳۵۰۰ دلار در هر عدد بیان شده‌است. آنها دوچرخه‌های سه سرعته هستند که هر کدام تقریباً ۲۲٫۵ کیلوگرم (۵۰ پوند) وزن دارند. دوچرخه‌های ولیب مجهز به سیستم قفل، سبد جلو و روشنایی LED همیشه روشن هستند که توسط دینام هاب جلویی تغذیه می‌شود.
هر ایستگاه ولیب به یک پایانه کرایه خودکار، نقشه ایستگاه‌های اطراف و ده‌ها دوچرخه مجهز است. پایانه‌های کرایه‌ای همچنین اطلاعاتی دربارهٔ ایستگاه‌های ولیب همسایه، از جمله موقعیت مکانی، تعداد دوچرخه‌های موجود و جایگاه‌های باز نمایش می‌دهند. اگر کاربر با یک دوچرخه کرایه ای به ایستگاهی بدون مکان باز برسد، ترمینال پانزده دقیقه دیگر زمان کرایه رایگان اعطا می‌کند. ناوگانی متشکل از ۲۳ وسیله نقلیه حمل و نقل دوچرخه روزانه برای توزیع مجدد دوچرخه‌ها بین ایستگاه‌های خالی و پر استفاده می‌شود.

### نرخ‌ها

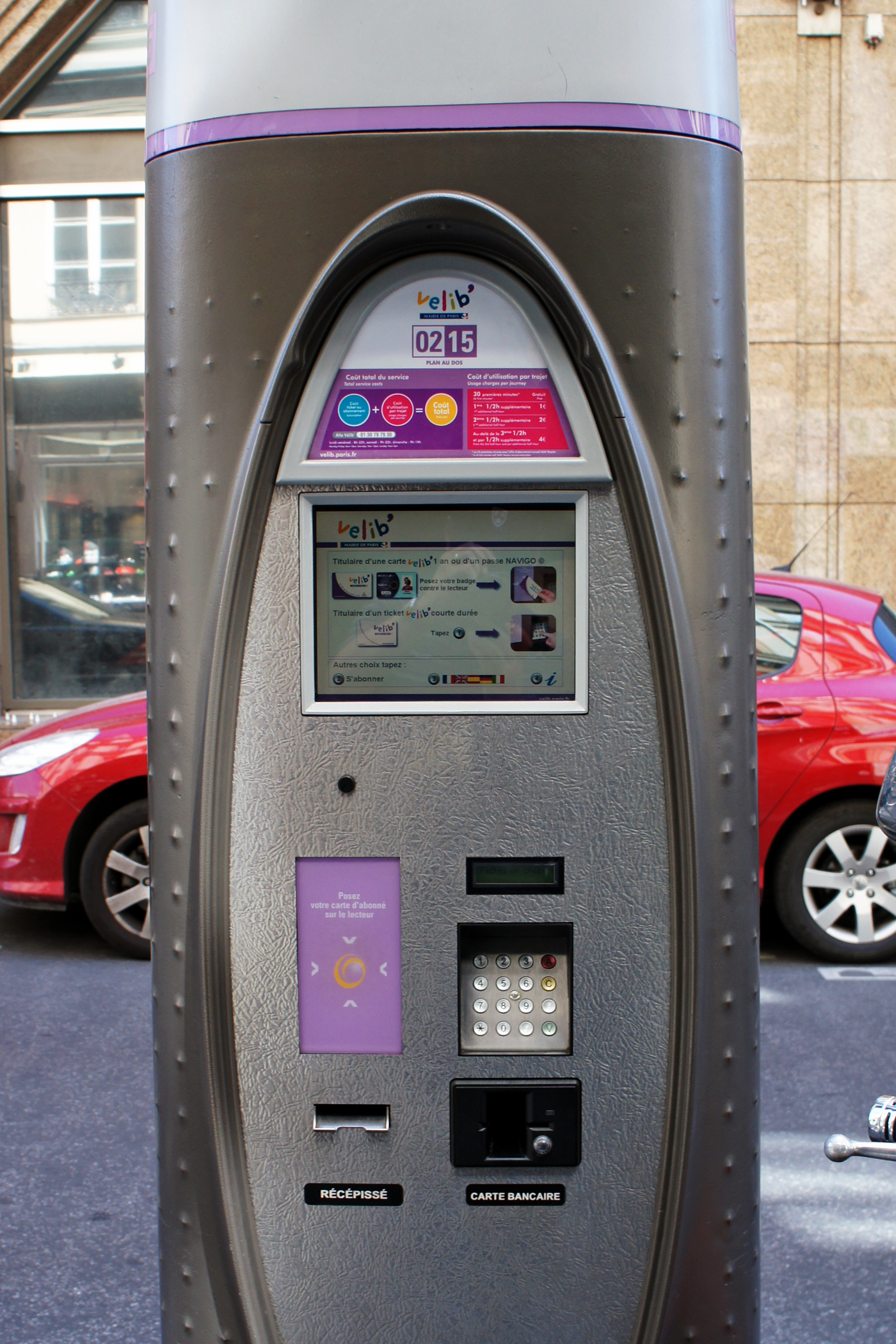
ایستگاه پرداخت خودکار ولیب.

قیمت‌های فعلی سیستم در وب سایت اصلی شرکت ولیب موجود است.
برای استفاده از سیستم، کاربران اشتراکی را خریداری می‌کنند که امکان اجاره نامحدود را فراهم می‌کند. با اشتراک، اجاره دوچرخه برای نیم ساعت اول هر سفر مجانی است. تعداد نامحدودی از چنین سفرهای رایگان را می‌توان در روز انجام داد. سفری که بیش از ۳۰ دقیقه طول می‌کشد، برای هر دوره ۳۰ دقیقه ای بعدی، هزینه اضافی را متحمل می‌شود. افزایش مقیاس قیمت برای نگه داشتن دوچرخه‌ها در گردش در نظر گرفته شده‌است. اشتراک ولیب Passion به کاربر این امکان را می‌دهد که ۴۵ دقیقه اول را در هر سفر رایگان داشته باشد، قیمت آن برای کاربران زیر ۲۷ سال و برای دانشجویانی که بورسیه دریافت می‌کنند کاهش می‌یابد.
برخی از ایستگاه‌های واقع در ارتفاع ۶۰ متری V+ نامیده می‌شوند. آنها به هر کاربری که دوچرخه را از یک ایستگاه غیر V+ برمی‌گرداند، ۱۵ دقیقه اجاره رایگان می‌دهند: اگر اجاره ای بیش از ۳۰ دقیقه طول بکشد، ۱۵ دقیقه برای محاسبه مبلغی که کاربر باید بپردازد کسر می‌شود، به این معنی که، برای مثال، سفر ۴۵ دقیقه ای به ایستگاه V+ رایگان است. اگر اجاره ۳۰ دقیقه یا کمتر طول بکشد، ۱۵ دقیقه به یک حساب ویژه V+ اضافه می‌شود و می‌توان از آن برای اجاره‌های آینده بیش از ۳۰ دقیقه استفاده کرد.
برای ثبت نام در برنامه و اجاره دوچرخه، کارت اعتباری یا کارت نقدی با شماره شناسایی شخصی لازم است. کارت اعتباری/دبیت ۳۰۰ یورو برای محافظت در برابر عدم بازگشت دوچرخه محاسبه می‌شود. برای دریافت اشتراک در ایستگاه، کارت اعتباری باید حاوی یک تراشه EMV باشد. اشتراک کوتاه مدت را می‌توان به صورت آنلاین نیز خریداری کرد. به مشترکان ۱ روزه و ۱ هفته ای یک شماره اشتراک داده می‌شود تا برای اجاره‌های آینده در طول دوره اشتراک خود استفاده شود، در حالی که برای مشترکین ۱ ساله یک کارت سامانه بازشناسی با امواج رادیویی ارسال می‌شود. همه انواع ثبت نام را می‌توان به پاس ناویگو نیز متصل کرد. کارت سامانه بازشناسی با امواج رادیویی و پاس ناویگو امکان استفاده مستقیم از کارتخوان در ایستگاه‌های ولیب را فراهم می‌کند.
| زمان | ۳۰ دقیقه | ۱ ساعت | ۱ ساعت ۳۰ | ۲ ساعت | ۵ ساعت  | ۱۰ ساعت | ۲۰ ساعت  |
| نرخ  | رایگان   | ۱ یورو | ۳ یورو    | ۷ یورو | ۳۱ یورو | ۷۱ یورو | ۱۵۱ یورو |

### تأمین مالی

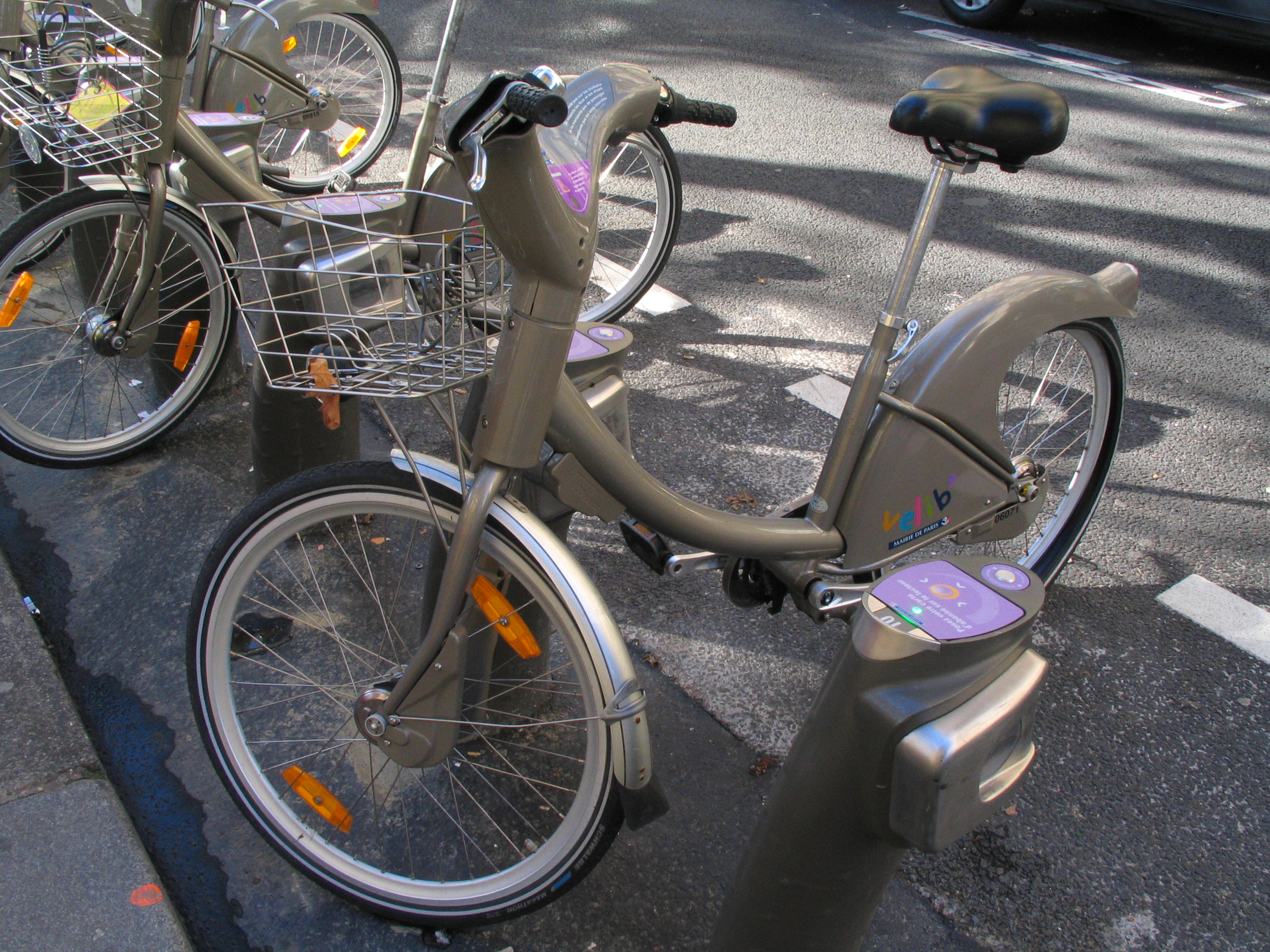
نقاط اتصال دوچرخه در ایستگاه ولیب.

این سیستم در ابتدا توسط شرکت تبلیغاتی ژی‌سی‌دیکو تأمین می‌شد، در ازای امضای شهر پاریس بر سر درآمد بخش قابل توجهی از احتکار تبلیغات در خیابان. ژی‌سی‌دیکو برنده قرارداد بر یک پیشنهاد رقیب از کلیر چنل اوتدور شد.
ژی‌سی‌دیکو هزینه‌های راه اندازی سیستم را پرداخت کرد که در مجموع حدود ۱۴۰ میلیون دلار بود، و حدود ۲۸۵ نفر را به‌طور تمام وقت برای راه اندازی سیستم و تعمیر دوچرخه، تحت یک قرارداد ده ساله، استخدام کرد. شهر تمام درآمد حاصل از این برنامه و همچنین هزینه ای در حدود ۴٫۳ میلیون دلار دریافت کرد. در عوض، ژی‌سی‌دیکو کنترل انحصاری بر ۱۶۲۸ بیلبورد متعلق به شهر را دریافت کرد. شهر حدود نیمی از این فضای تبلیغاتی را بدون هزینه برای تبلیغات با منافع عمومی دریافت می‌کند (اعداد کمی متفاوت در ژوئیه ۲۰۰۸ گزارش شد). این مدل برای اولین بار در فرانسه در سال ۱۹۹۸ توسط Adshel (اکنون بخشی از کانال Clear Channel) در رن مورد استفاده قرار گرفت.
با توجه به نرخ غیرمنتظره بالای خرابکاری در مقایسه با سیستم کرایه دوچرخه لیون، شورای شهر پاریس موافقت کرد که هزینه‌های جایگزینی را به مبلغ ۵۰۰ دلار برای هر دوچرخه خراب شده بپردازد که منجر به هزینه‌های غیرمنتظره تا ۲ یورو شد. میلیون در سال

## مسائل

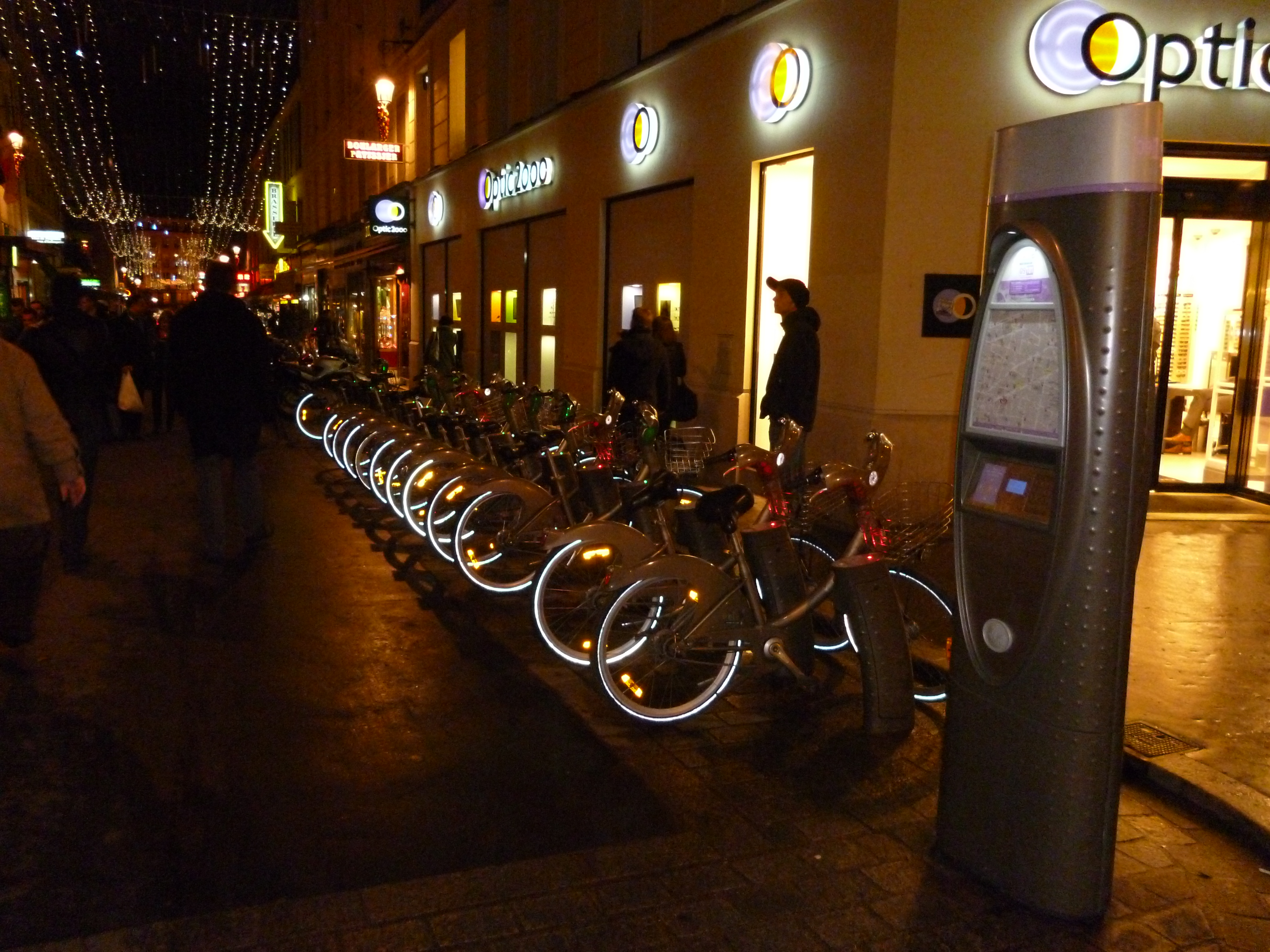
ایستگاه ولیب در شب، خیابان کادت.

### دزدی و خرابکاری
حداقل ۳۰۰۰ دوچرخه در سال اول بهره‌برداری به سرقت رفت، تعداد بسیار بیشتر از آنچه در ابتدا پیش‌بینی می‌شد. تا آگوست ۲۰۰۹، از ۲۰۶۰۰ دوچرخه وارد شده به خدمت، حدود ۱۶۰۰۰ - حدود ۸۰ درصد کل - به دلیل خرابکاری یا سرقت تعویض شده بود. از این دومی، به‌طور کامل ۸۰۰۰ مورد سرقت قرار گرفت. دوچرخه‌های دزدیده شده ویلیب در کانتینرهای حمل و نقل به مقصد شمال آفریقا و در شهرهای دورتر مانند براشوف و بخارست، رومانی پیدا شدند. چرخه‌های خراب گاهی در رودخانه سن پرتاب می‌شدند یا از تیرهای چراغ آویزان می‌شدند. در سال ۲۰۰۹، نیویورک تایمز گزارش داد که دیدن دوچرخه‌های ولیب در ایستگاه‌های لنگرگاه‌شان با لاستیک‌های پنچر شده، پدال‌های شکسته یا آسیب‌های دیگر معمول است. با این حال، در سال ۲۰۱۲، فایننشال تایمز گزارش داد که «نرخ فرسایش به میزان قابل توجهی کاهش یافته‌است» از دو سال اول برنامه. در حالی که تعمیر و نگهداری همچنان یک مشکل است، FT علاوه بر آسیب یا سرقت عمدی، این را به دلیل «مشکل ماندن با نتایج استفاده زیاد» از «سرویس محبوب» نسبت داد.
مقامات ژی‌سی‌دیکو به خبرنگاران گفتند که میزان خسارات احتمالی ناشی از خرابکاری و سرقت را دست کم می‌گیرند، که تأثیر قابل توجهی بر برنامه‌های اشتراک دوچرخه قبلی که ژی‌سی‌دیکو اداره می‌شد در فرانسه، مانند ولو'v در لیون، نداشته‌است. در سال ۲۰۰۹ و در سال ۲۰۱۲، بنا بر گزارش‌ها، تلاش‌های تعمیر و نگهداری در پاریس با حدود ۱۵۰۰ دوچرخه ولیب در روز انجام شد که عمدتاً بر روی باد کردن مجدد لاستیک‌ها تمرکز داشت. رئیس هیئت مدیره ژی‌سی‌دیکو در سال ۲۰۱۲ گفت: «این سیستم از نظر پیاده‌سازی بسیار پرهزینه است.» اما از سال ۲۰۱۱، پس از از دست دادن پول در سه سال اول، به تعادل بودجه دست یافته‌است. در حالی که ژی‌سی‌دیکو ارقام دقیقی را فاش نمی‌کند، به گفته Inter Press Service انتظار می‌رود این سیستم در سال ۲۰۱۲ نیز سودآور باشد.
خرابکاری و دزدی چرخه‌های ولیب در سال ۲۰۰۹ موجی از پوشش مطبوعاتی را دریافت کرد و برخی از داستان‌ها از کارکنان ژی‌سی‌دیکو به عنوان تنها منبع خود یاد کردند. برخی از مقامات و دانشگاهیان فرانسوی گفتند که در حالی که مشکلات واقعی وجود داشت، چنین پوششی دامنه آنها را اغراق‌آمیز کرد، که نشان دهنده تلاش ژی‌سی‌دیکو برای تقویت موقعیت چانه زنی خود در مذاکرات مالی با مقامات پاریس است. دنیس باپن، معاون سابق حمل و نقل شهردار این شهر گفت: «دکو از شور و شوق رسانه ای برای به دست آوردن پول بیشتر از شهر پاریس استفاده می‌کند.» لوک نادال از مؤسسه حمل و نقل و سیاست توسعه اظهار داشت: «تا حد زیادی این یک موضوع روابط عمومی است. ژی‌سی‌دیکو درخواست خبرنگاران برای اظهار نظر را رد کرد.
برونو مارزلوف، جامعه‌شناس، میزان خرابکاری غیرمنتظره را نشانه شورش مردم فقیر حومه شهر و شهری، به ویژه جوانان مهاجر، به ویژه جوانان مهاجر که از آنچه به عنوان بوبوهای ممتاز یا «بوهمی‌های بورژوازی» یا «بورژوا-بوهمیایی» می‌پندارند، خشمگین هستند، به عنوان نشانه ای از شورش علیه جامعه فرانسه تفسیر می‌کند. طبقه ای که به عنوان کاربران اصلی سیستم ولیب دیده می‌شود. مارزلوف در سال ۲۰۰۹ با اشاره به شورش‌های سال ۲۰۰۵ در حومه‌های طبقه کارگر پایتخت گفت: "باید این را به سایر بی ادبی‌ها و به ویژه آتش زدن ماشین‌ها ربط داد." وی وندالیسم ویلیب را تا حدی «شکلی از شورش» علیه طرد اجتماعی توصیف کرد، «فریاد…» به این معنی که «ما مانند سایر مردم حق تحرک نداریم، رسیدن به پاریس درد بزرگی است. ما ماشین نداریم، و وقتی داریم، خیلی گران و خیلی دور است.' "
منتقدان این برنامه برنامه ولیب را به عنوان نمونه بارز اصل اقتصادی تراژدی عوام ذکر کرده‌اند. حامیان می‌گویند که علیرغم مشکلات اولیه، ولیب به یک الگوی نوآوری در خدمات عمومی شهری تبدیل شده‌است.

### نگهداری
مسائلی در مورد نحوه محافظت از سوارکاران از استخدام یک چرخه ولیب برگشتی و آسیب دیده یا چرخه ای که نیاز به تعمیر و نگهداری فوری دارد، ظاهر شده‌است. برای نشان دادن مشکلی در دوچرخه، برای کاربران بازگشتی رایج شده‌است که صندلی را تا ۱۸۰ درجه به سمت عقب بچرخانند. در حالی که این عمل به کارکنان در تعیین اینکه کدام دوچرخه نیاز به توجه فوری دارد کمک می‌کند، موفقیت آن به رعایت داوطلبانه قابل توجه کاربر بستگی دارد.

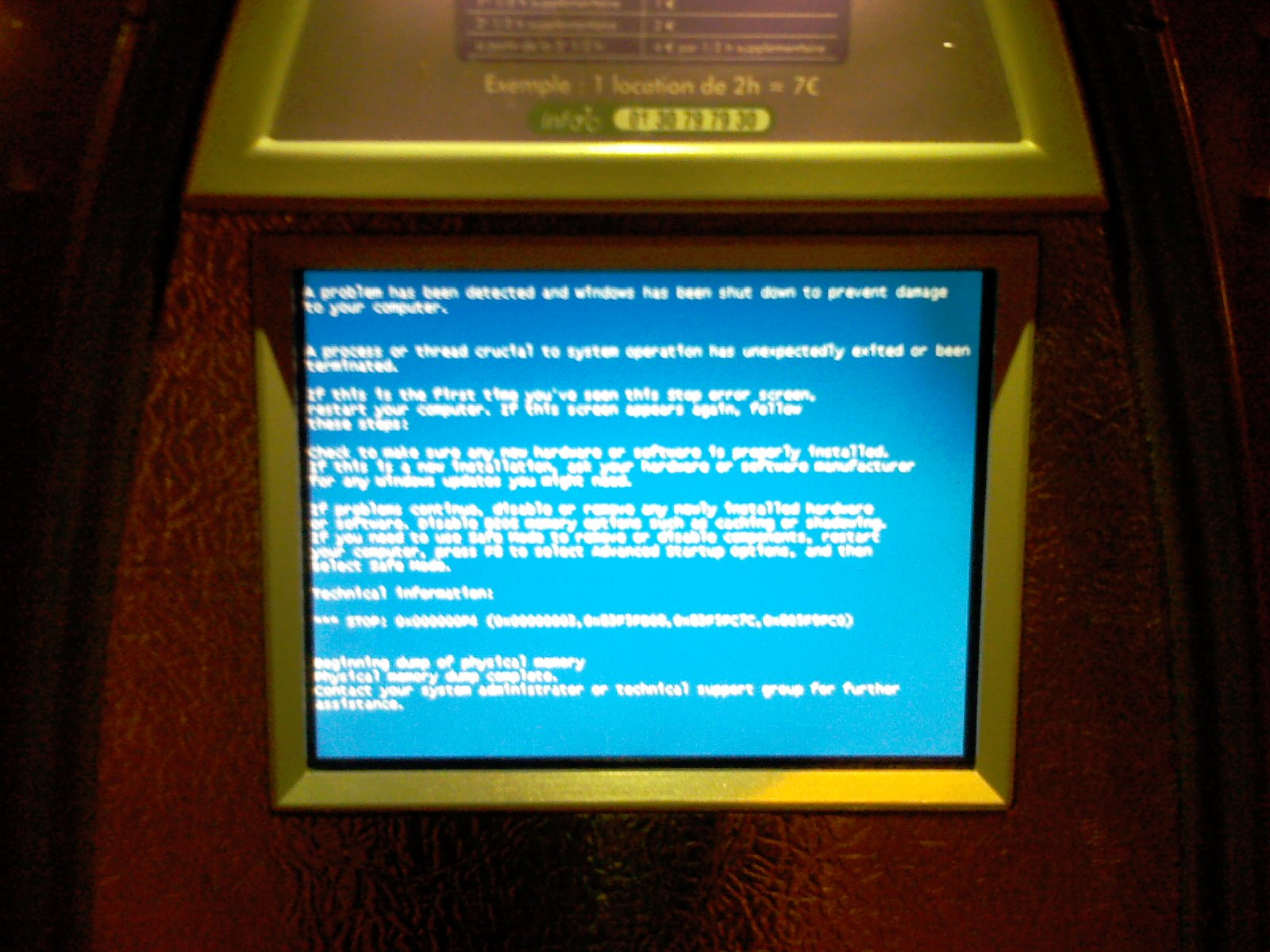
BSoD در یک ایستگاه ولیب در سال ۲۰۰۹.

به دلیل همگام‌سازی ضعیف، بین ساعت‌های ایستگاه‌های اجاره‌ای مختلف تا ۳۰ دقیقه اختلاف زمان وجود دارد و ممکن است منجر به اضافه‌صورت‌حساب یا کم‌پروری شود. شهردار پاریس تضمین داده‌است که هزینه‌های اضافی بازپرداخت خواهد شد. ایستگاه‌های اجاره‌ای از سیستم‌عامل ویندوز مایکروسافت استفاده می‌کنند و شناخته شده‌اند که خراب می‌شوند و صفحه آبی بدنام مرگ را ایجاد می‌کنند.

### تقاضا

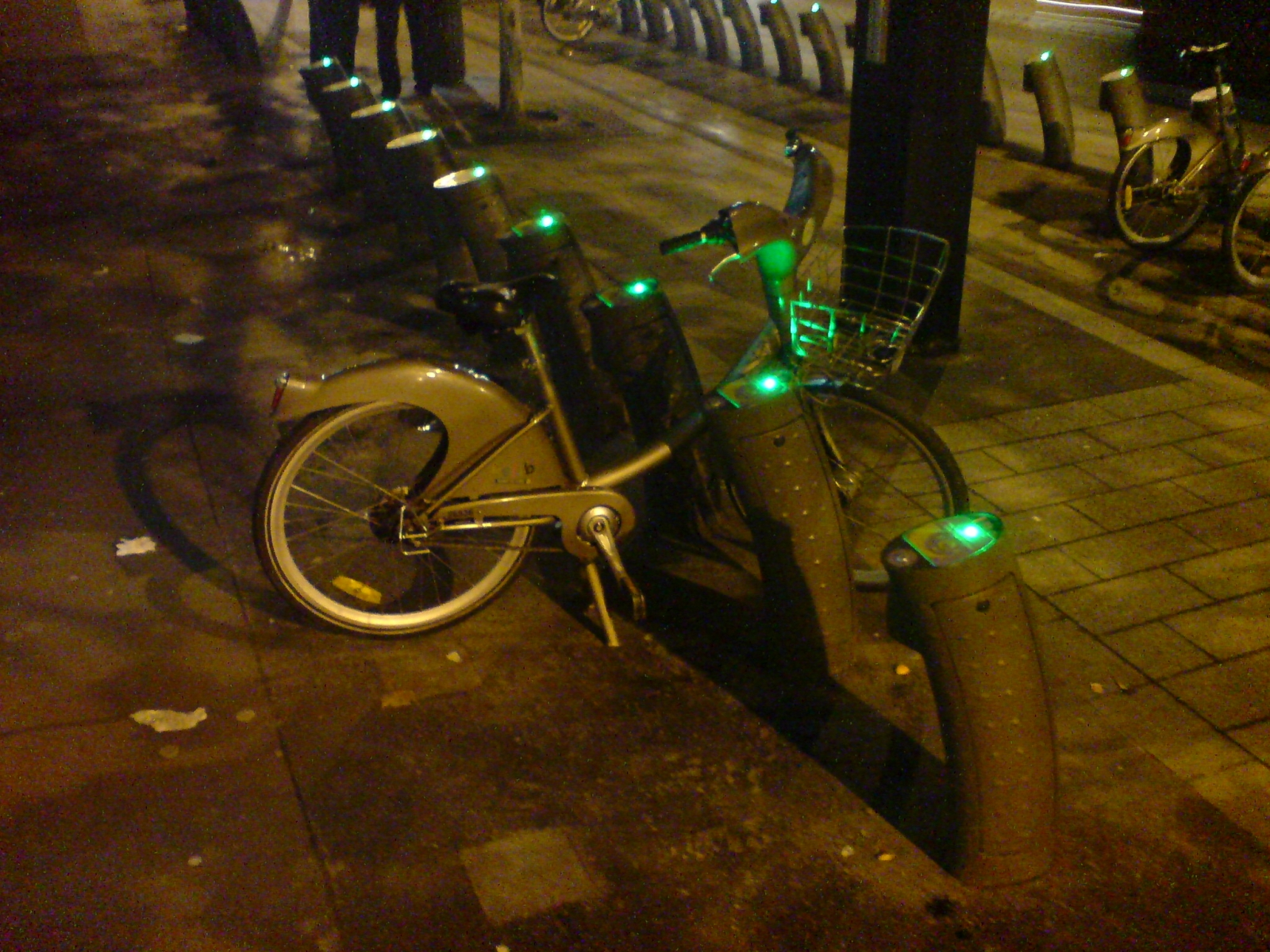
قفسه دوچرخه ولیب که تقریباً همه دوچرخه‌هایش را گرفته‌اند.

بین در دسترس بودن دوچرخه‌های کرایه‌ای و تعداد اسلات‌های اجاره‌ای، تفاوت‌های فراوانی وجود دارد. هر ایستگاه اجاره ای تعداد دوچرخه‌های موجود در نزدیک‌ترین ایستگاه‌ها را نشان می‌دهد.
تقاضا می‌تواند در طول هفته کاری و در طول اعتصابات حمل و نقل بالا باشد. اگر چه دوچرخه‌های کرایه‌ای اختصاصی نیستند، اما برای مردم شناخته شده‌است که دوچرخه‌ای را به ایستگاه آن زنجیر می‌کنند تا برای سفر بعدی در دسترس آنها بماند. ولیب این را یک رفتار غیر مدنی اعلام کرده‌است و کارمندان ویلیب مجاز به قطع قفل در این موارد هستند.
ایستگاه‌هایی که در ارتفاعات قرار دارند معمولاً تقاضای بیشتری دارند. علاوه بر این، در اوایل روز یک جریان خالص دوچرخه از حومه به مرکز شهر و در عصر یک جریان خالص به سمت خارج وجود دارد؛ بنابراین، بسته به زمان روز، ولیب باید تقاضا را در بیرونی‌ترین و مرکزی‌ترین ایستگاه‌های خود مدیریت کند. در نتیجه، دوچرخه‌ها ممکن است در برخی مکان‌ها کاملاً در دسترس نباشند، در حالی که برای برخی دیگر مشکلات پارک وجود دارد.
ولیب با مشکلات لجستیکی مواجه است و باید در طول هر روز دوچرخه‌ها را جابجا کند. پیشنهادهایی برای ایجاد تغییراتی در مکانیسم قیمت گذاری سیستم وجود دارد. سیستم پاداش "پاداش V'+" در ۱۴ ژوئن ۲۰۰۸ در تلاش برای تعدیل سطح تقاضا راه اندازی شد. ۱۵ دقیقه دوچرخه سواری رایگان به کاربرانی که از ایستگاه‌های بدون نشان (بیشتر در حاشیه شهر و بیش از ۶۰ دوچرخه) کرایه می‌کنند، اختصاص می‌یابد. دوچرخه‌ها را در ایستگاه‌هایی که نشان نمایش داده می‌شود پیاده کنید.
به دلیل ادامه تقاضای زیاد، طرح ولیب به شوراهای همسایه (تا ۱٫۵ کیلومتر فراتر از مرزهای پاریس در سال ۲۰۰۸.) گسترش یافت. از آن زمان تاکنون چهار هزار دوچرخه در ۲۹ شهر در حومه پاریس توزیع شده‌است.

## بیشتر خواندن
- Kate Betts (5 October 2007). "Paris's Bicycle Days". Time. Archived from the original on 17 October 2007.
- Angela Doland (13 July 2007). "Paris on two wheels". Newsday. Archived from the original on 14 October 2007.